# ヨーゼフ・カール・シュティーラー
ヨーゼフ・カール・シュティーラー（Joseph Karl Stieler, 1781年11月1日 - 1858年4月9日）は、ドイツの画家。1820年から1855年にかけてバイエルン国王の宮廷画家を務めた。新古典主義的な肖像画、とりわけミュンヘン、ニンフェンブルク宮殿の美人画ギャラリーによって知られている。

## 生涯
シュティーラーはマインツに生まれた。実家は代々彫版、刻印製作、金型製作を営んでおり、父のアウグスト・フリードリヒ・シュティーラー（1736年-1789年）から美術に関する手ほどきを受ける。父を早くに亡くした後、独学で見習い期間を終えると肖像ミニチュアール画家としてのキャリアをスタートさせた。1792年にマインツがフランス革命軍の兵士に占領されるとブルジョワジー層がこの肖像画を求めるようになっていった。シュティーラーは追放された大司教フリードリヒ・カール・ヨーゼフ・フォン・エルタールを追ってアシャッフェンブルクへと移った。ここで彼の最も重要なパトロン、庇護者となる後の大司教カール・テオドール・フォン・ダールベルクに出会っている。
1802年から1805年の間はウィーン美術アカデミーに籍を置きハインリヒ・フリードリヒ・フューガーのマスタークラスを聴講した。シュティーラーの肖像画の作風は、そのほとんどがジャック＝ルイ・ダヴィッド門下のフランソワ・ジェラールが営むパリのアトリエに務めた期間に形成されたものである。1808年、フランクフルトで肖像画家として独立、1810年にはイタリアへと赴いている。1812年からはバイエルン選帝侯マクシミリアン1世の宮殿で働いた。
1816年、神聖ローマ皇帝フランツ2世の肖像画を製作するためウィーンを訪れる。1820年の2月から4月にかけてはルートヴィヒ・ヴァン・ベートーヴェンの肖像画に取り組んでいるが、おそらくこれは今日この作曲家の姿として最も知られた作品であろうと思われる。1847年にはローラ・モンテスの肖像画も描いているが、その翌年にはバイエルン王国国王ルートヴィヒ1世が彼女との不貞の咎により王座を追われている。
1855年に引退したシュティーラーはテガーンゼーに居を定め、3年後にミュンヘンで没した。息子のカール・シュティーラー（1842年-1885年）は作家としてよく知られるようになった。

## 作品
シュティーラーは専らバイエルンの宮廷での務めに従事した。ニンフェンブルク宮殿の美人画ギャラリー（Schönheitengalerie）に収められた作品群はルートヴィヒ1世の委嘱によるものである。肖像画を手掛けた人物にはヨハン・ヴォルフガング・フォン・ゲーテ、ギリシャ王妃アマリア、フリードリヒ・シェリング、ルートヴィヒ・ティーク、アレクサンダー・フォン・フンボルトらがおり、他に祭壇画も手掛けている。
シュティーラーの肖像画において最も際立った特徴は徹底してモデルに焦点を合わせていることである。余分な装飾は廃され、画面には鑑賞者の注意を妨げるものは何も描かれていない。この集中を実現すべく意図的に明暗のコントラストが付けられており、結果としてとりわけ正確に描写された表情の特徴が強調されている。

## ギャラリー

肖像画
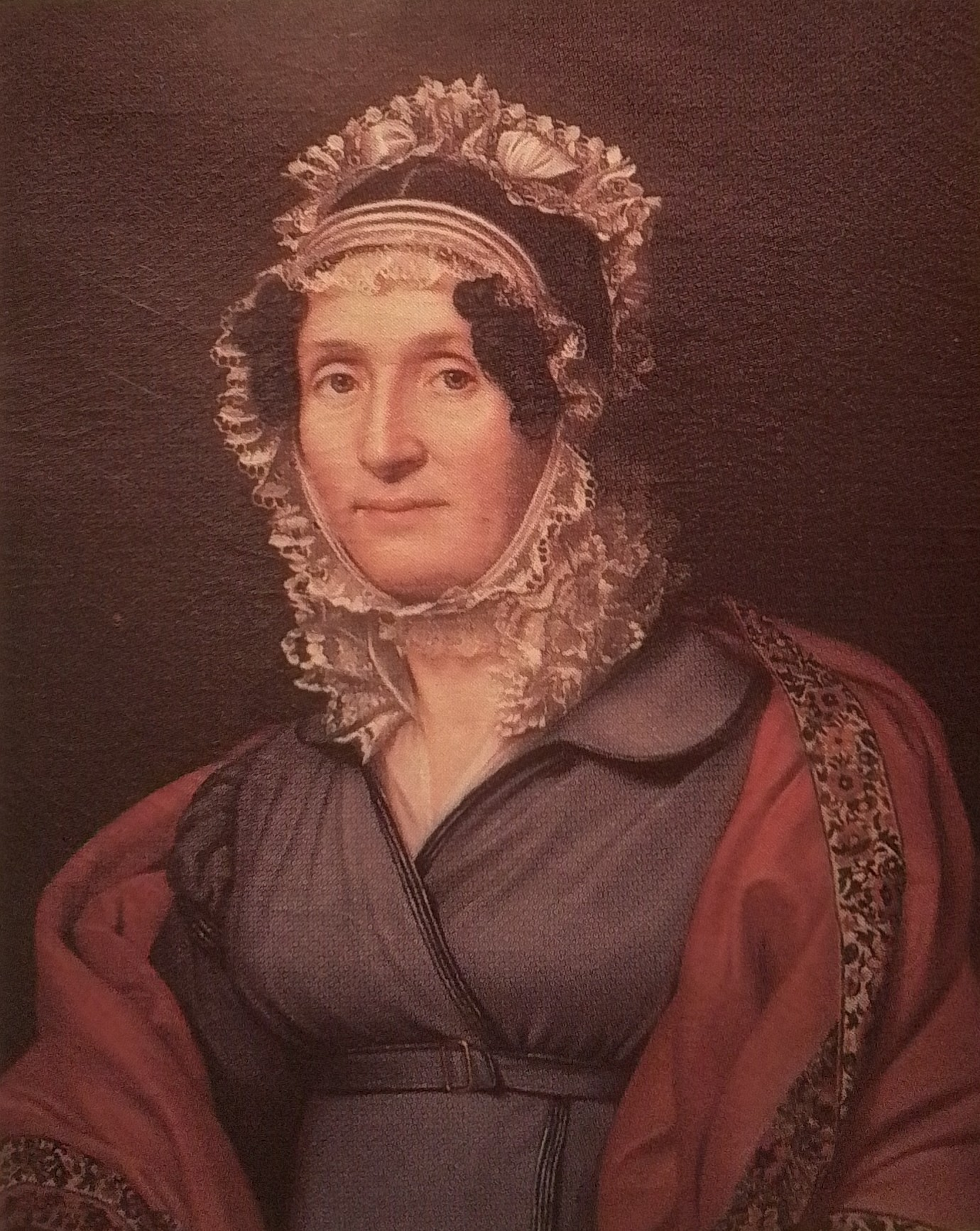
マリア・レティツィア・ボナパルト 1811年
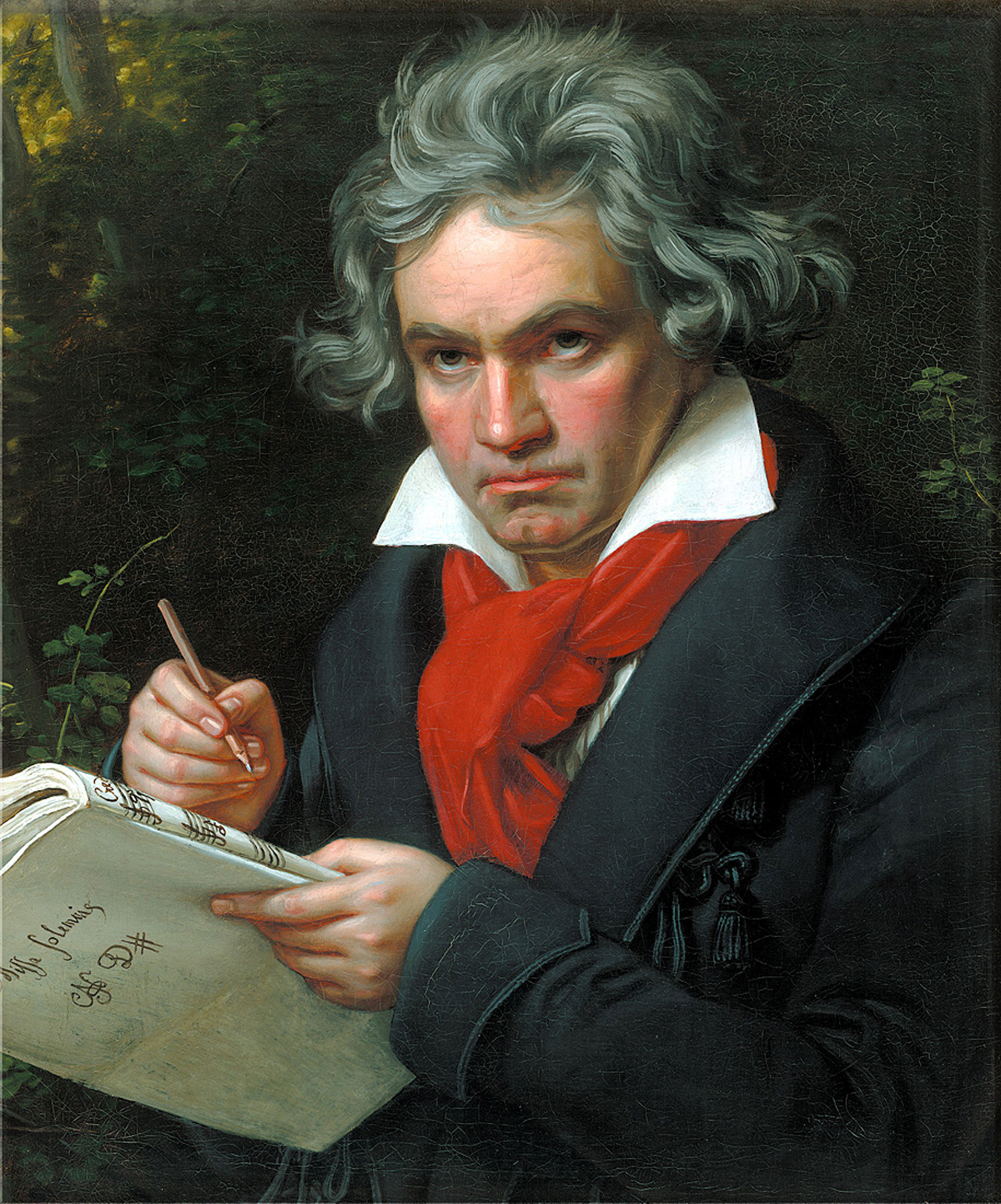
ルートヴィヒ・ヴァン・ベートーヴェン 1820年
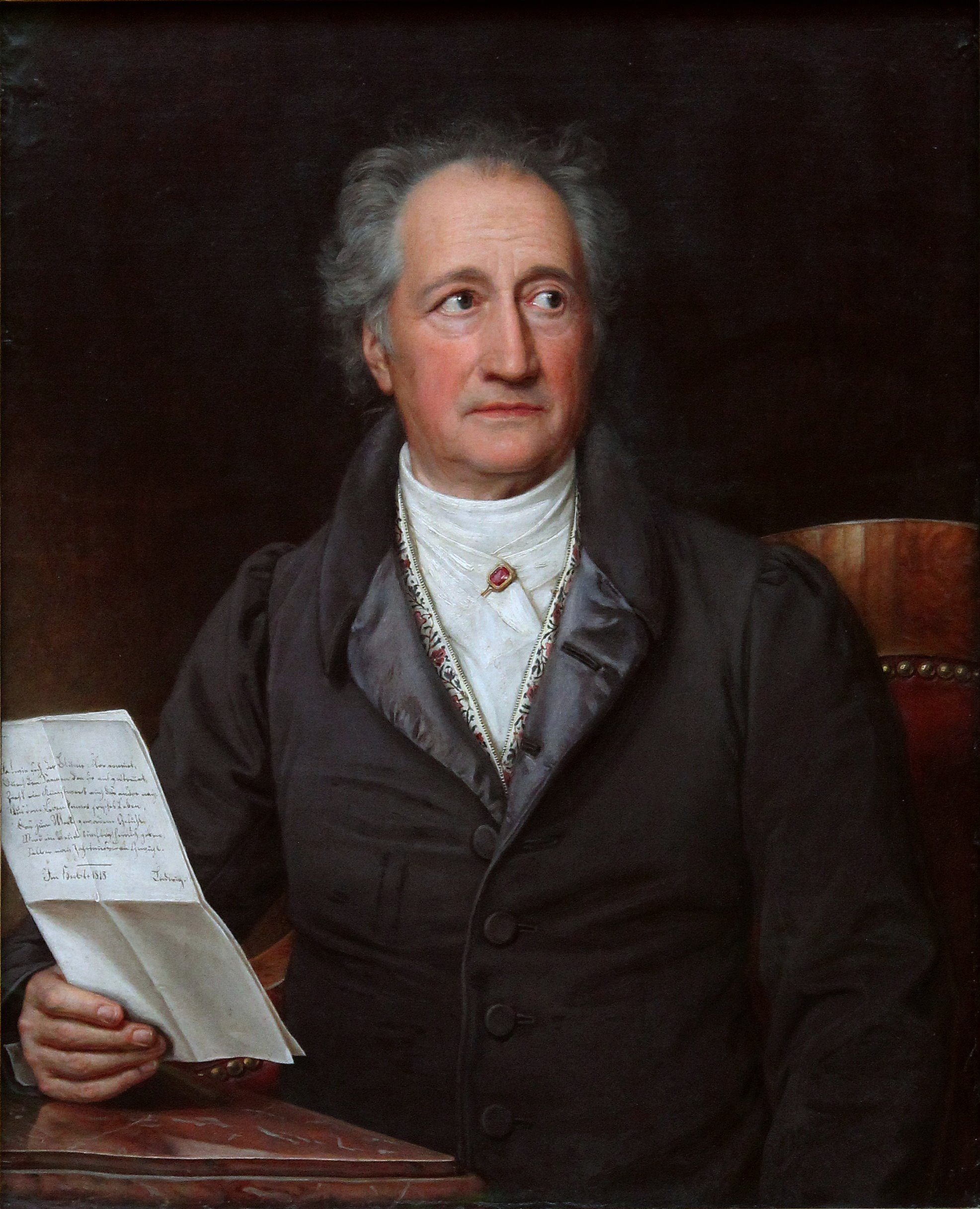
ヨハン・ヴォルフガング・フォン・ゲーテ 1828年
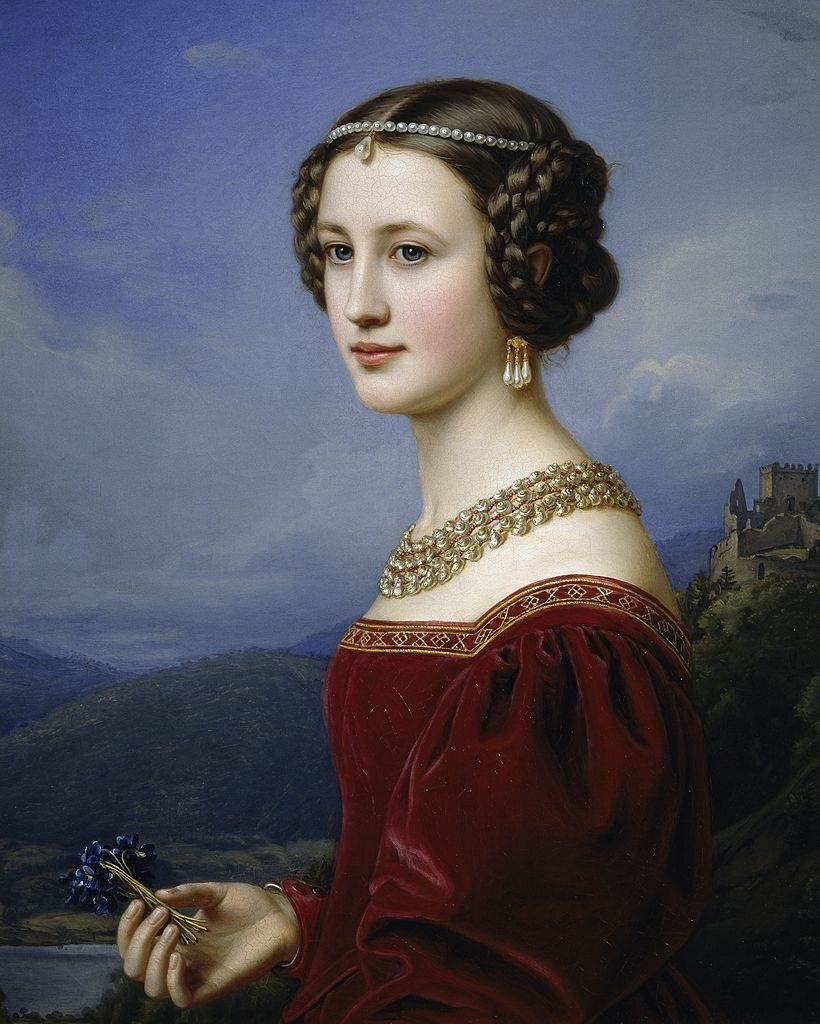
コーネリア・フェッターライン（ブルトン語版） 1828年
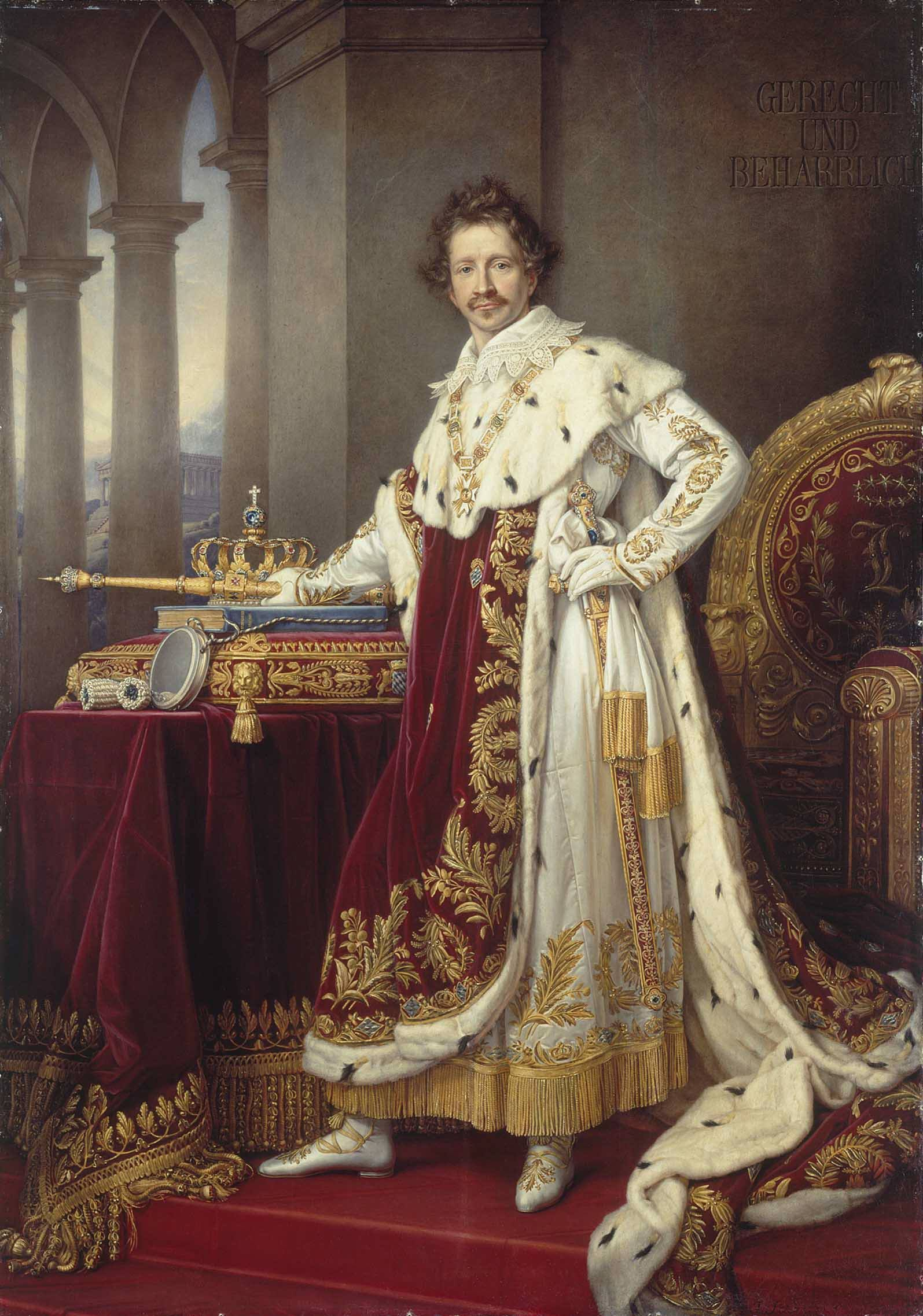
ルートヴィヒ1世 1826年
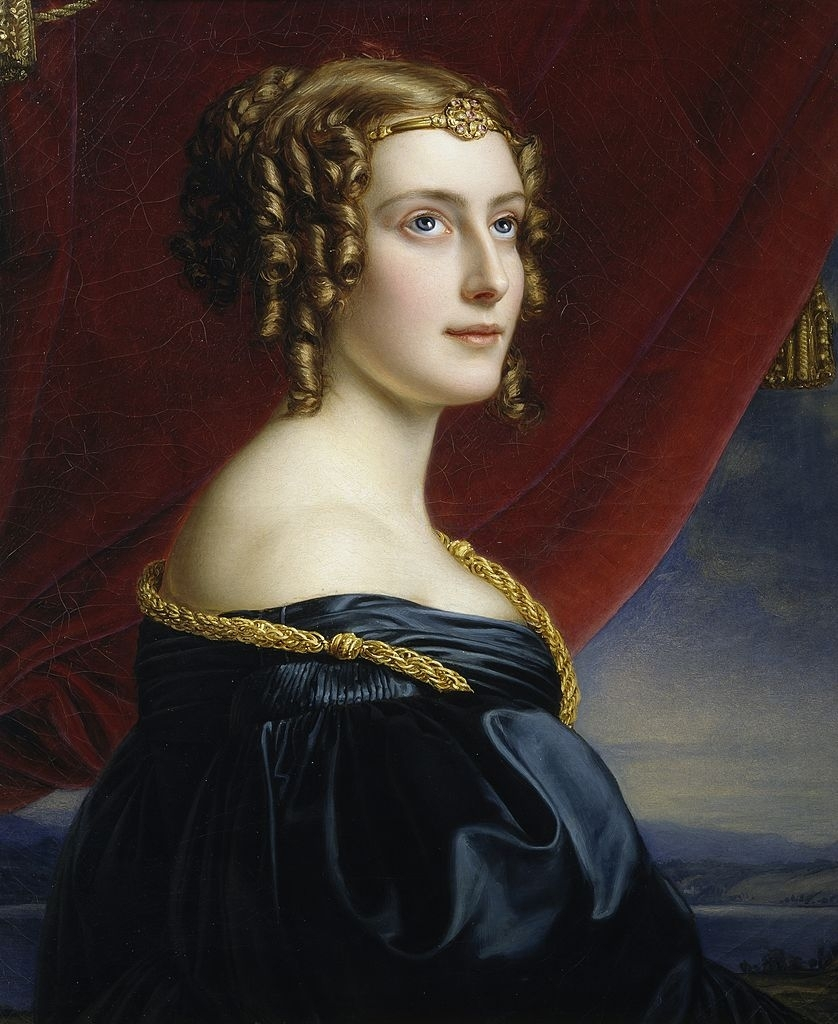
ジェーン・ディグビー
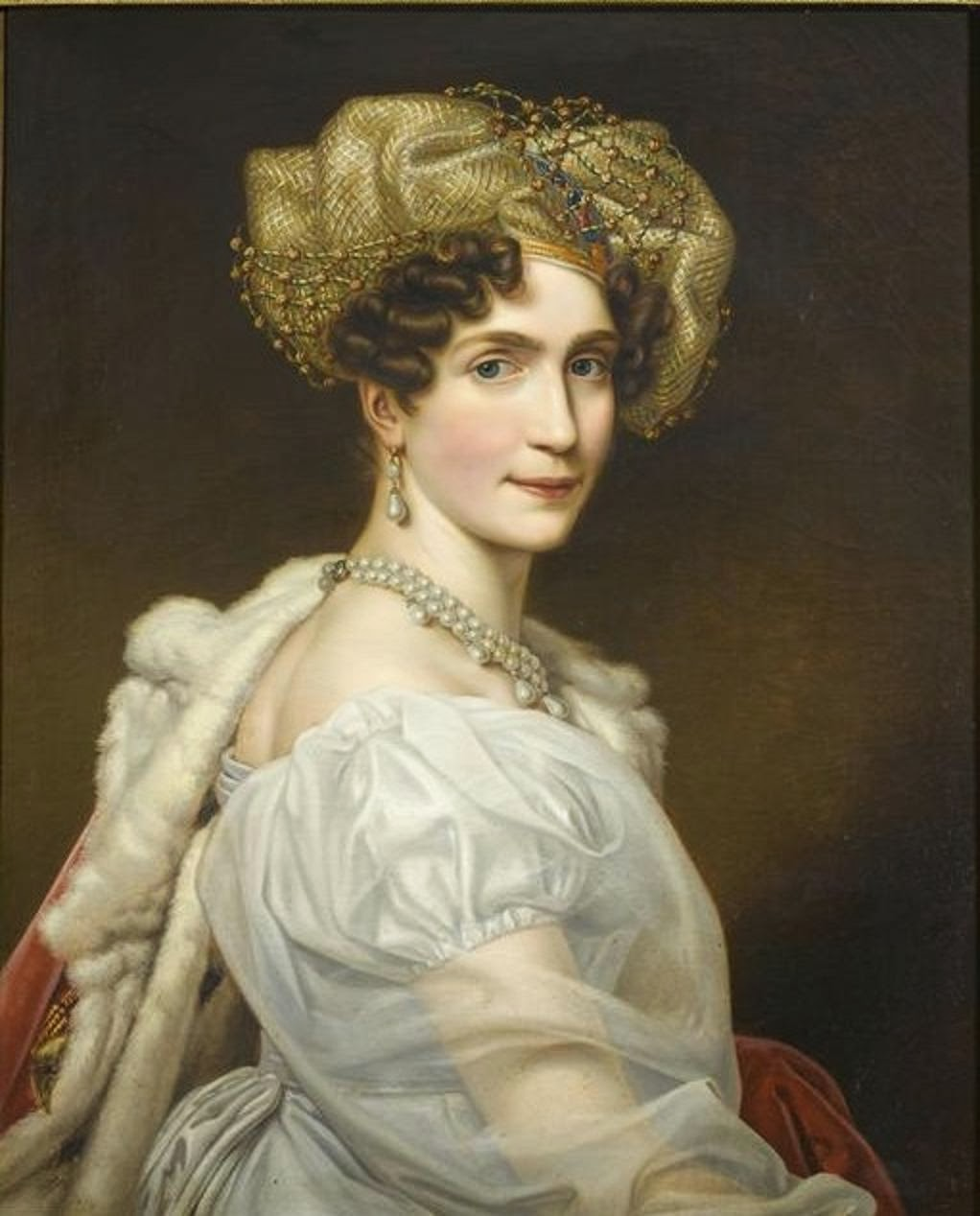
アウグステ・フォン・バイエルン
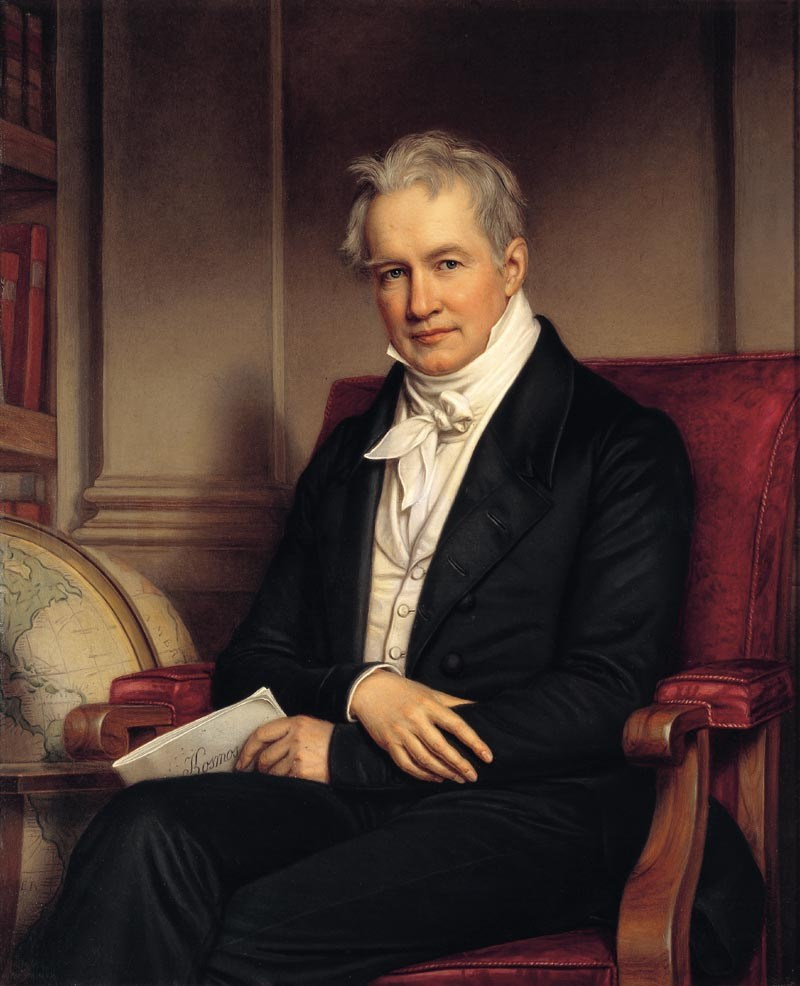
アレクサンダー・フォン・フンボルト 1843年
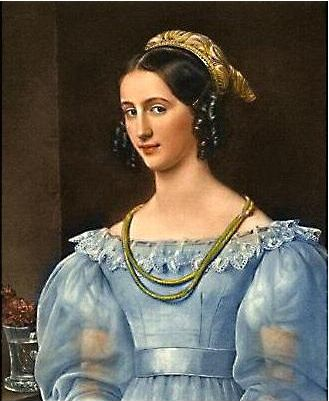
レジーナ・ダクセンベルガー（ブルトン語版） 1829年
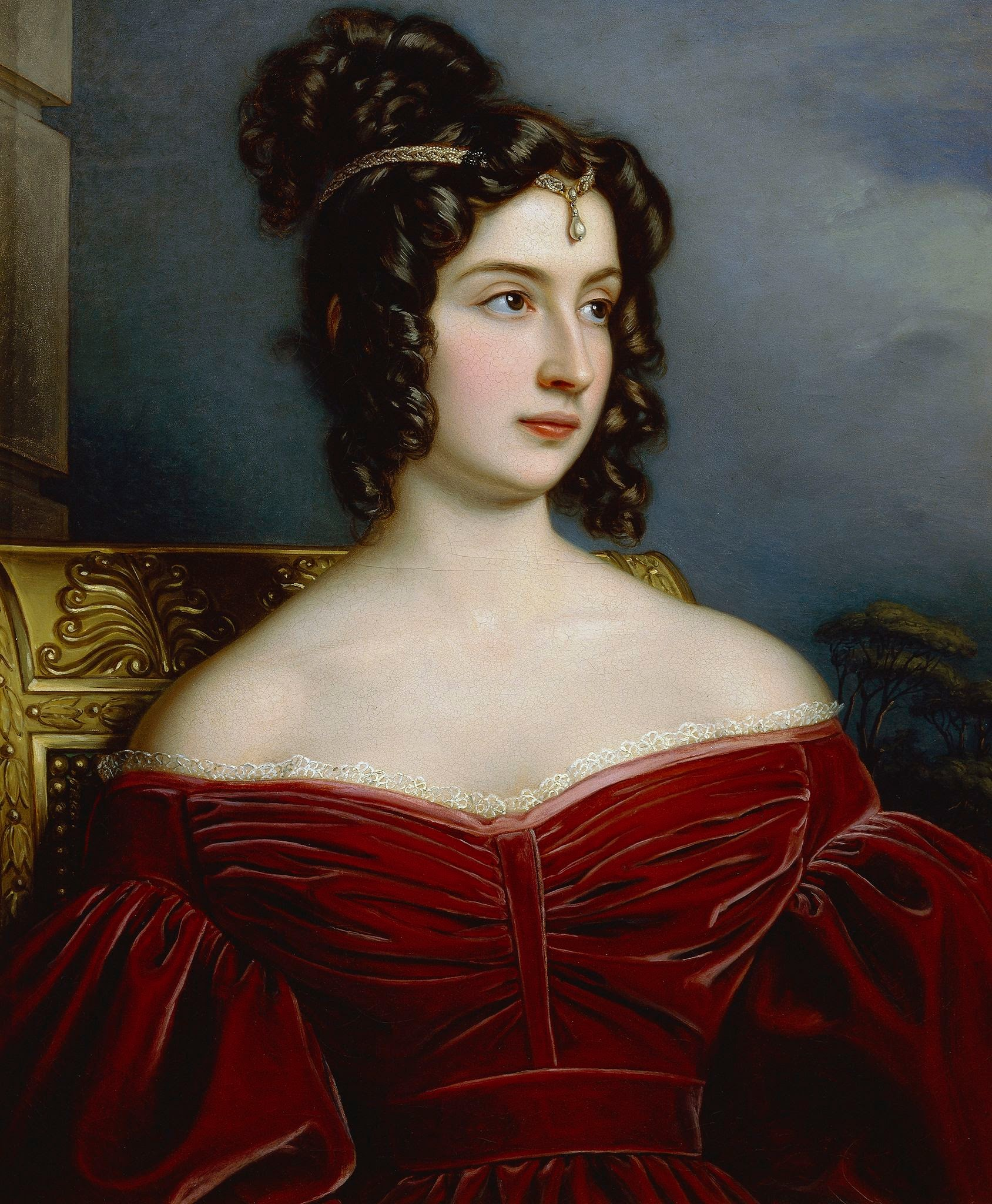
マリアンナ・マルケーザ・フローレンツィ（英語版） 1831年
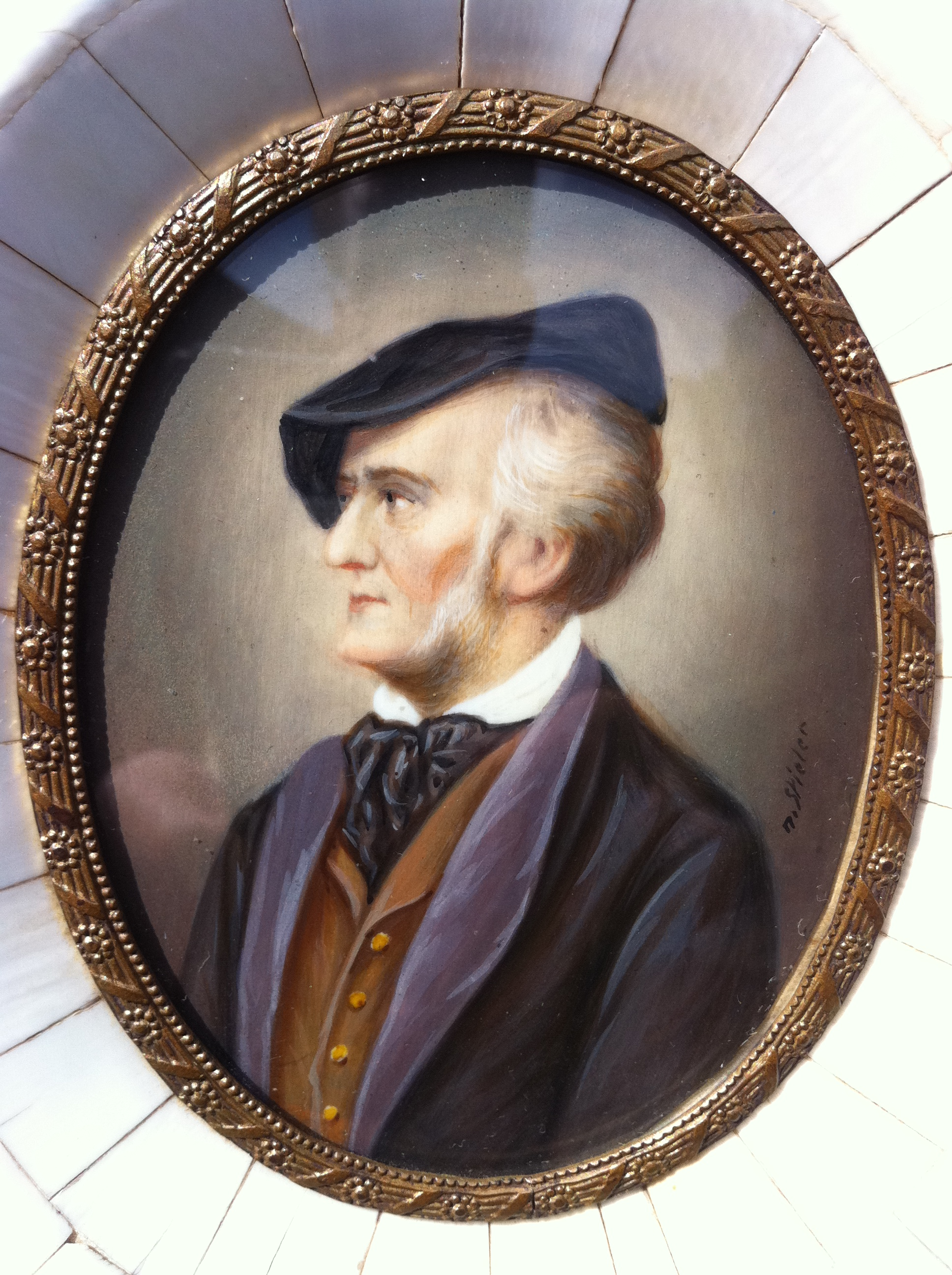
リヒャルト・ワーグナー
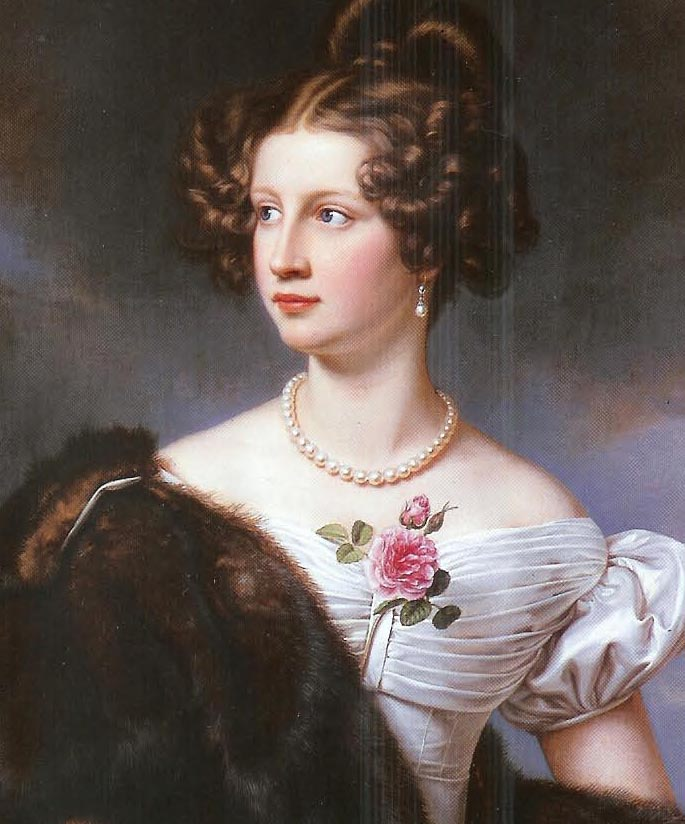
アマーリエ・フォン・レルヒェンフェルト 1827年
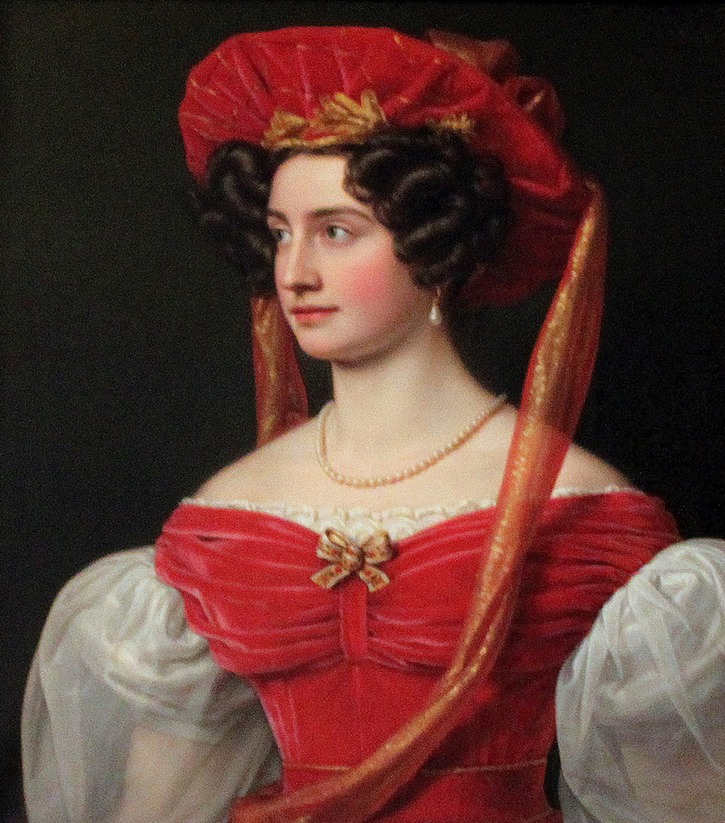
イザベラ・フォン・タウフキルヒェン＝エンゲルベルク 1828年
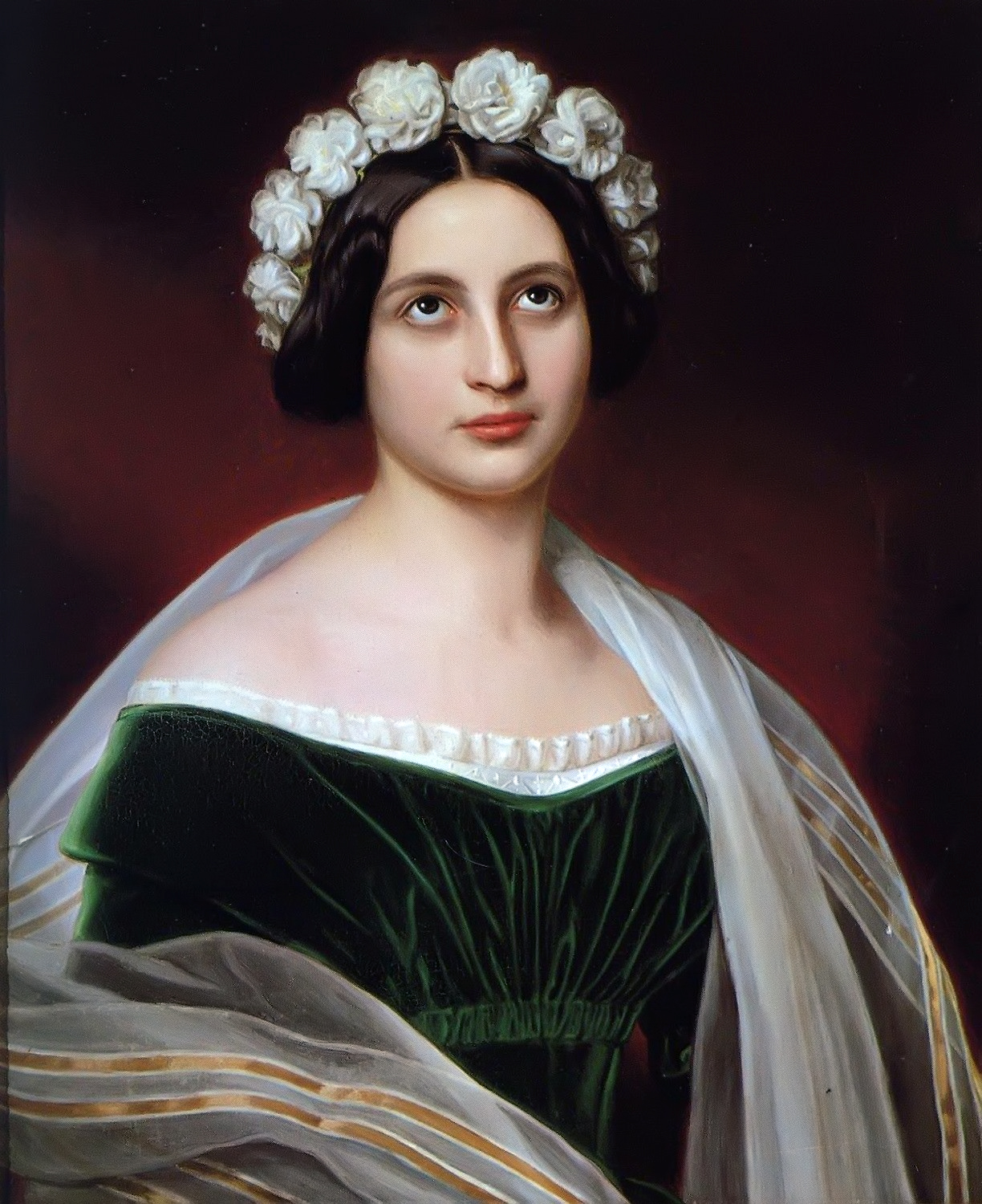
ヨーゼファ・レー 1844年